# Rhadinella hempsteadae
Rhadinella hempsteadae är en ormart som beskrevs av Stuart och Bailey 1941. Rhadinella hempsteadae ingår i släktet Rhadinella och familjen snokar. Inga underarter finns listade i Catalogue of Life.
Denna orm förekommer i centrala Guatemala. Arten lever i i bergstrakter mellan 1600 och 2600 meter över havet. Den vistas i molnskogar och i andra fuktiga skogar med tallar och ekar. Honor lägger ägg.
Beståndet hotas av skogarnas omvandling till jordbruksmark. IUCN listar arten som starkt hotad (EN).